# Campionati mondiali di sollevamento pesi 2015
I Campionati mondiali di sollevamento pesi 2015, 82ª edizione maschile e 25ª femminile della manifestazione, si sono svolti dal 19 al 28 novembre 2015 a Houston, negli Stati Uniti, al George R. Brown Convention Center.
L'evento costituì, insieme ai campionati mondiali del 2014 di Almaty, la prima fase delle qualificazioni dei Giochi Olimpici di Rio de Janeiro del 2016. Le competizioni si tennero al General Assembly Theatre, mentre le sessioni di allenamento si svolsero dal 15 al 28 novembre nella Hall B3 del medesimo luogo.

## Casi doping
Nel settembre del 2016 i campionati hanno vinto il premio della rivista SportsTravel come miglior evento sportivo amatoriale dell'anno 2016, assegnato per quello che la rivista descrisse per «la sua superiore organizzazione e partecipazione di spettatori, [e] per aver creato un'esperienza maggiore per concorrenti e spettatori».
Nonostante questo riconoscimento, la ESPN avrebbe in seguito ipotizzato che questi campionati potrebbero essere stati «il punto più basso nella storia del sollevamento pesi». Prima dell'evento, la Federazione internazionale del sollevamento pesi e l'Agenzia antidoping degli Stati Uniti hanno avuto un conflitto pubblico su quale entità avrebbe eseguito i test antidoping. Dopo l'accordo, l'USADA, secondo ESPN, «ha sottoposto a test sistematici gli atleti di squadre ad alto rischio di doping e ha chiesto al personale di sicurezza e di pulizia dell'hotel di riferire quando trovavano siringhe e fiale nei cestini dei rifiuti». Un totale di 24 campioni delle provette risultarono positivi. Con i problemi legati al doping in questo sport ormai messi a nudo, l'IWF ha risposto bandendo Russia e Bulgaria dai Giochi olimpici del 2016 e successivamente impose una sospensione di un anno a nove nazioni, tra cui la Russia ma non la Bulgaria.

## Squalifiche
Le competizioni furono caratterizzate da trentuno squalifiche, ventidue nelle categorie maschili e nove nelle categorie femminili.
Da rilevare che il 9 settembre 2023 – otto anni dopo la conclusione dei campionati – il Tribunale Arbitrale dello Sport ha annullato i risultati di Tat'jana Kaširina per oltre quattro anni – dal 1° aprile del 2013 al 19 giugno del 2017 – per doping. Di conseguenza, è stata privata di tre titoli mondiali, tre titoli europei e dei tre record mondiali stabiliti nel 2014. Inoltre è stata squalificata per un periodo di otto anni, a partire dall'agosto 2023, fino all'agosto 2031. Il titolo mondiale del 2015 dei pesi supermassimi femminili non fu riassegnato.

## Titoli in palio
Per l'ultima volta, ai campionati mondiali vengono assegnati 15 titoli, in 8 categorie maschili e 7 femminili, sotto elencate. Nella terza colonna sono indicati il numero degli atleti squalificati, subito dopo la gara o in periodi successivi.
Categorie maschili
| Categoria            | Eventi         | Atl. | Gr. | Sq. |
| -------------------- | -------------- | ---- | --- | --- |
| Pesi gallo           | Fino a 56 kg   | 34   | 3   | 2   |
| Pesi piuma           | Fino a 62 kg   | 51   | 4   | 7   |
| Pesi leggeri         | Fino a 69 kg   | 48   | 4   | 1   |
| Pesi medi            | Fino a 77 kg   | 53   | 4   | 3   |
| Pesi massimi leggeri | Fino a 85 kg   | 40   | 4   | 2   |
| Pesi mediomassimi    | Fino a 94 kg   | 44   | 4   | 5   |
| Pesi massimi         | Fino a 105 kg  | 37   | 3   | 1   |
| Pesi supermassimi    | Oltre i 105 kg | 36   | 3   | 1   |

Categorie femminili
| Categoria            | Eventi        | Atl. | Gr. | Sq. |
| -------------------- | ------------- | ---- | --- | --- |
| Pesi gallo           | Fino a 48 kg  | 39   | 3   | 2   |
| Pesi piuma           | Fino a 53 kg  | 39   | 3   | –   |
| Pesi leggeri         | Fino a 58 kg  | 37   | 3   | 1   |
| Pesi medi            | Fino a 63 kg  | 37   | 3   | –   |
| Pesi massimi leggeri | Fino a 69 kg  | 44   | 4   | 2   |
| Pesi massimi         | Fino a 75 kg  | 34   | 3   | 1   |
| Pesi supermassimi    | Oltre i 75 kg | 36   | 3   | 3   |

## Calendario eventi
Il 19 giugno viene diffuso il calendario degli eventi con i titoli da assegnare nelle giornate di gare. Le 15 gare, ciascuna suddivisa in gruppi da tre a quattro, sono distribuite su nove giorni di competizione. Il 19 novembre si è tenuta la cerimonia di apertura.
Nella tabella seguente il quadrato completamente blu si riferisce alla giornata delle eliminatorie dei gruppi per ciascuna categoria, mentre i quadrati blu col pallino nero si riferiscono alle giornate delle finali per le assegnazioni delle medaglie.
| Giorno→ Categoria ↓ | Ve 20 | Sa 21 | Do 22 | Lu 23 | Ma 24 | Me 25 | Gi 26 | Ve 27 | Sa 28 |
| ------------------- | ----- | ----- | ----- | ----- | ----- | ----- | ----- | ----- | ----- |
| 56 kg               |       | ●     |       |       |       |       |       |       |       |
| 62 kg               |       |       | ●     |       |       |       |       |       |       |
| 69 kg               |       |       |       | ●     |       |       |       |       |       |
| 77 kg               |       |       |       |       | ●     |       |       |       |       |
| 85 kg               |       |       |       |       |       | ●     |       |       |       |
| 94 kg               |       |       |       |       |       |       | ●     |       |       |
| 105 kg              |       |       |       |       |       |       |       | ●     |       |
| +105 kg             |       |       |       |       |       |       |       |       | ●     |

| Giorno→ Categoria ↓ | Ve 20 | Sa 21 | Do 22 | Lu 23 | Ma 24 | Me 25 | Gi 26 | Ve 27 | Sa 28 |
| ------------------- | ----- | ----- | ----- | ----- | ----- | ----- | ----- | ----- | ----- |
| 48 kg               |       | ●     |       |       |       |       |       |       |       |
| 53 kg               |       |       | ●     |       |       |       |       |       |       |
| 58 kg               |       |       |       | ●     |       |       |       |       |       |
| 63 kg               |       |       |       |       |       | ●     |       |       |       |
| 69 kg               |       |       |       |       |       |       | ●     |       |       |
| 75 kg               |       |       |       |       |       |       |       | ●     |       |
| +75 kg              |       |       |       |       |       |       |       |       | ●     |

## Nazioni partecipanti
Le nazioni che hanno partecipato ai campionati furono 98 per un totale di 609 partecipanti (343 atleti e 266 atlete). Tra parentesi i partecipanti per nazione.
- Afghanistan  (1)
- Albania  (3)
- Arabia Saudita  (5)
- Armenia  (11)
- Aruba  (1)
- Australia  (7)
- Austria  (1)
- Azerbaigian  (11)
- Belgio  (2)
- Bielorussia  (12)
- Brasile  (6)
- Bulgaria  (5)
- Camerun  (2)
- Canada  (10)
- Cile  (3)
- Cina  (15)
- Cipro  (2)
- Colombia  (14)
- Corea del Nord  (12)
- Corea del Sud  (15)
- Costa Rica  (1)
- Croazia  (2)
- Cuba  (10)
- Curaçao  (1)
- Danimarca  (5)
- Ecuador  (13)
- Egitto  (14)
- El Salvador  (1)
- Estonia  (1)
- Figi  (2)
- Filippine  (2)
- Finlandia  (8)
- Francia  (12)
- Georgia  (10)
- Germania  (10)
- Ghana  (2)
- Giappone  (15)
- Grecia  (1)
- Guam  (1)
- Hong Kong  (1)
- India  (10)
- Indonesia  (13)
- Iran  (7)
- Irlanda  (5)
- Islanda  (5)
- Isole Cook  (1)
- Isole Marshall  (2)
- Isole Salomone  (1)
- Israele  (4)
- Italia  (8)
- Kazakistan  (15)
- Kirghizistan  (2)
- Kiribati  (1)
- Kosovo  (1)
- Lettonia  (3)
- Libano  (1)
- Lituania  (7)
- Mauritius  (2)
- Messico  (12)
- Micronesia  (1)
- Moldavia  (9)
- Mongolia  (12)
- Nauru  (1)
- Nicaragua  (2)
- Nigeria  (2)
- Norvegia  (2)
- Nuova Zelanda  (3)
- Palau  (1)
- Papua Nuova Guinea  (3)
- Polonia  (14)
- Porto Rico  (1)
- Regno Unito  (7)
- Rep. Ceca  (6)
- Rep. Dominicana  (7)
- Romania  (12)
- Russia  (15)
- Samoa  (5)
- Samoa Americane  (1)
- Seychelles  (1)
- Singapore  (1)
- Spagna  (14)
- Sri Lanka  (3)
- Stati Uniti  (15)
- Sudafrica  (1)
- Svezia  (3)
- Svizzera  (1)
- Taipei cinese  (15)
- Thailandia  (15)
- Tunisia  (6)
- Turchia  (15)
- Turkmenistan  (8)
- Ucraina  (15)
- Uganda  (2)
- Ungheria  (5)
- Uruguay  (1)
- Uzbekistan  (12)
- Venezuela  (15)
- Vietnam  (7)

## Risultati
Sono stati stabiliti sei record mondiali: uno nel totale dell'esercizio, cinque nelle singole specialità, quattro nelle categorie maschili e due nelle categorie femminili. Inizialmente ottennero record mondiali senior anche Aleksej Lovčev nei pesi supermassimi maschili – nello slancio e nell'esercizio totale – e juniores (Under 20) con Elkan Aligulizada nei pesi medi maschili – nello slancio – in seguito annullati a causa della squalifica di entrambi gli atleti per doping.

### Categorie maschili
| Evento                                  | Oro                           | Oro                           | Argento                       | Argento                       | Bronzo                        | Bronzo                        |
| Pesi gallo — 56 kg (Dettagli)           | Pesi gallo — 56 kg (Dettagli) | Pesi gallo — 56 kg (Dettagli) | Pesi gallo — 56 kg (Dettagli) | Pesi gallo — 56 kg (Dettagli) | Pesi gallo — 56 kg (Dettagli) | Pesi gallo — 56 kg (Dettagli) |
| --------------------------------------- | ----------------------------- | ----------------------------- | ----------------------------- | ----------------------------- | ----------------------------- | ----------------------------- |
| Strappo                                 | Wu Jingbiao                   | 139 kg                        | Arli Chontey                  | 132 kg                        | Om Yun-chol                   | 131 kg                        |
| Slancio                                 | Om Yun-chol                   | 171 kg                        | Wu Jingbiao                   | 163 kg                        | Nestor Colonia                | 158 kg                        |
| Totale                                  | Om Yun-chol                   | 302 kg                        | Wu Jingbiao                   | 302 kg                        | Thạch Kim Tuấn                | 287 kg                        |
| Pesi piuma — 62 kg (Dettagli)           |                               |                               |                               |                               |                               |                               |
| Strappo                                 | Chen Lijun                    | 150 kg                        | Francisco Mosquera            | 140 kg                        | Óscar Figueroa                | 140 kg                        |
| Slancio                                 | Chen Lijun                    | 183 kg                        | Francisco Mosquera            | 175 kg                        | Óscar Figueroa                | 175 kg                        |
| Totale                                  | Chen Lijun                    | 333 kg                        | Francisco Mosquera            | 315 kg                        | Óscar Figueroa                | 315 kg                        |
| Pesi leggeri — 69 kg (Dettagli)         |                               |                               |                               |                               |                               |                               |
| Strappo                                 | Daniyar İsmayilov             | 160 kg                        | Oleg Čen                      | 160 kg                        | Shi Zhiyong                   | 158 kg                        |
| Slancio                                 | Shi Zhiyong                   | 190 kg                        | Kim Myong-hyok                | 187 kg                        | Bredni Roque                  | 186 kg                        |
| Totale                                  | Shi Zhiyong                   | 348 kg                        | Oleg Čen                      | 344 kg                        | Daniyar İsmayilov             | 343 kg                        |
| Pesi medi — 77 kg (Dettagli)            |                               |                               |                               |                               |                               |                               |
| Strappo                                 | Lü Xiaojun                    | 175 kg                        | Andranik Karapetyan           | 167 kg                        | Nijat Rahimov                 | 165 kg                        |
| Slancio                                 | Nijat Rahimov                 | 207 kg                        | Mohamed Ihab                  | 201 kg                        | Andranik Karapetyan           | 196 kg                        |
| Totale                                  | Nijat Rahimov                 | 372 kg                        | Mohamed Ihab                  | 363 kg                        | Andranik Karapetyan           | 363 kg                        |
| Pesi massimi leggeri — 85 kg (Dettagli) |                               |                               |                               |                               |                               |                               |
| Strappo                                 | Tian Tao                      | 178 kg                        | Artëm Okulov                  | 176 kg                        | Kianoush Rostami              | 173 kg                        |
| Slancio                                 | Artëm Okulov                  | 215 kg                        | Kianoush Rostami              | 214 kg                        | Apti Auchadov                 | 212 kg                        |
| Totale                                  | Artëm Okulov                  | 391 kg                        | Kianoush Rostami              | 387 kg                        | Apti Auchadov                 | 380 kg                        |
| Pesi mediomassimi — 94 kg (Dettagli)    |                               |                               |                               |                               |                               |                               |
| Strappo                                 | Aurimas Didžbalis             | 180 kg                        | Adrian Zieliński              | 177 kg                        | Vadzim Stral'coŭ              | 175 kg                        |
| Slancio                                 | Vadzim Stral'coŭ              | 230 kg                        | Liu Hao                       | 219 kg                        | Adrian Zieliński              | 214 kg                        |
| Totale                                  | Vadzim Stral'coŭ              | 405 kg                        | Adrian Zieliński              | 391 kg                        | Dmytro Čumak                  | 386 kg                        |
| Pesi massimi — 105 kg (Dettagli)        |                               |                               |                               |                               |                               |                               |
| Strappo                                 | İvan Yefremov                 | 192 kg                        | Aljaksandr Zajčykaŭ           | 191 kg                        | Simon Martirosyan             | 186 kg                        |
| Slancio                                 | David Bedžanjan               | 231 kg                        | Aljaksandr Zajčykaŭ           | 230 kg                        | Sardorbek Doʻsmurotov         | 228 kg                        |
| Totale                                  | Aljaksandr Zajčykaŭ           | 421 kg                        | David Bedžanjan               | 411 kg                        | Artūrs Plēsnieks              | 405 kg                        |
| Pesi supermassimi — +105 kg (Dettagli)  |                               |                               |                               |                               |                               |                               |
| Strappo                                 | Lasha T'alakhadze             | 207 kg                        | Gor Minasyan                  | 203 kg                        | Irakli Turmanidze             | 202 kg                        |
| Slancio                                 | Mart Seim                     | 248 kg                        | Lasha T'alakhadze             | 247 kg                        | Ahmed Mohamed                 | 241 kg                        |
| Totale                                  | Lasha T'alakhadze             | 454 kg                        | Mart Seim                     | 438 kg                        | Gor Minasyan                  | 437 kg                        |

### Categorie femminili
| Evento                                  | Oro                           | Oro                           | Argento                       | Argento                       | Bronzo                        | Bronzo                        |
| Pesi gallo — 48 kg (Dettagli)           | Pesi gallo — 48 kg (Dettagli) | Pesi gallo — 48 kg (Dettagli) | Pesi gallo — 48 kg (Dettagli) | Pesi gallo — 48 kg (Dettagli) | Pesi gallo — 48 kg (Dettagli) | Pesi gallo — 48 kg (Dettagli) |
| --------------------------------------- | ----------------------------- | ----------------------------- | ----------------------------- | ----------------------------- | ----------------------------- | ----------------------------- |
| Strappo                                 | Jiang Huihua                  | 88 kg                         | Vương Thị Huyền               | 85 kg                         | Hiromi Miyake                 | 85 kg                         |
| Slancio                                 | Ri Song-gum                   | 110 kg                        | Jiang Huihua                  | 110 kg                        | Vương Thị Huyền               | 109 kg                        |
| Totale                                  | Jiang Huihua                  | 198 kg                        | Vương Thị Huyền               | 194 kg                        | Hiromi Miyake                 | 193 kg                        |
| Pesi piuma — 53 kg (Dettagli)           |                               |                               |                               |                               |                               |                               |
| Strappo                                 | Chen Xiaoting                 | 101 kg                        | Hsu Shu-ching                 | 96 kg                         | Hidilyn Diaz                  | 96 kg                         |
| Slancio                                 | Hsu Shu-ching                 | 125 kg                        | Chen Xiaoting                 | 120 kg                        | Hidilyn Diaz                  | 117 kg                        |
| Totale                                  | Hsu Shu-ching                 | 221 kg                        | Chen Xiaoting                 | 221 kg                        | Hidilyn Diaz                  | 213 kg                        |
| Pesi leggeri — 58 kg (Dettagli)         |                               |                               |                               |                               |                               |                               |
| Strappo                                 | Bojanka Kostova               | 112 kg                        | Deng Mengrong                 | 108 kg                        | Sukanya Srisurat              | 106 kg                        |
| Slancio                                 | Bojanka Kostova               | 140 kg                        | Deng Mengrong                 | 137 kg                        | Kuo Hsing-chun                | 133 kg                        |
| Totale                                  | Bojanka Kostova               | 252 kg                        | Deng Mengrong                 | 245 kg                        | Kuo Hsing-chun                | 237 kg                        |
| Pesi medi — 63 kg (Dettagli)            |                               |                               |                               |                               |                               |                               |
| Strappo                                 | Deng Wei                      | 113 kg                        | Tima Turieva                  | 112 kg                        | Karina Goricheva              | 112 kg                        |
| Slancio                                 | Deng Wei                      | 146 kg                        | Choe Hyo-sim                  | 139 kg                        | Tima Turieva                  | 136 kg                        |
| Totale                                  | Deng Wei                      | 259 kg                        | Tima Turieva                  | 248 kg                        | Choe Hyo-sim                  | 243 kg                        |
| Pesi massimi leggeri — 69 kg (Dettagli) |                               |                               |                               |                               |                               |                               |
| Strappo                                 | Xiang Yanmei                  | 120 kg                        | Anastasija Romanova           | 116 kg                        | Zhazira Zhapparkul            | 116 kg                        |
| Slancio                                 | Xiang Yanmei                  | 143 kg                        | Zhazira Zhapparkul            | 140 kg                        | Anastasija Romanova           | 137 kg                        |
| Totale                                  | Xiang Yanmei                  | 263 kg                        | Zhazira Zhapparkul            | 256 kg                        | Anastasija Romanova           | 253 kg                        |
| Pesi massimi — 75 kg (Dettagli)         |                               |                               |                               |                               |                               |                               |
| Strappo                                 | Kang Yue                      | 127 kg                        | Rim Jong-sim                  | 125 kg                        | Svetlana Podobedova           | 121 kg                        |
| Slancio                                 | Rim Jong-sim                  | 155 kg                        | Kang Yue                      | 155 kg                        | Svetlana Podobedova           | 155 kg                        |
| Totale                                  | Kang Yue                      | 282 kg                        | Rim Jong-sim                  | 280 kg                        | Svetlana Podobedova           | 276 kg                        |
| Pesi supermassimi — +75 kg (Dettagli)   |                               |                               |                               |                               |                               |                               |
| Strappo                                 | Tat'jana Kaširina             | 148 kg                        | Meng Suping                   | 145 kg                        | Chitchanok Pulsabsakul        | 136 kg                        |
| Slancio                                 | Tat'jana Kaširina             | 185 kg                        | Meng Suping                   | 180 kg                        | Kim Kuk-hyang                 | 168 kg                        |
| Totale                                  | Tat'jana Kaširina             | 333 kg                        | Meng Suping                   | 325 kg                        | Kim Kuk-hyang                 | 298 kg                        |

## Medagliere

### Grandi (totale)
Riferito al totale dell'esercizio.
| Posiz.              | Nazione             | Oro | Argento | Bronzo | Totale |
| ------------------- | ------------------- | --- | ------- | ------ | ------ |
| 1                   | Cina                | 6   | 4       | 0      | 10     |
| 2                   | Kazakistan          | 2   | 1       | 1      | 4      |
| 3                   | Russia              | 1   | 3       | 2      | 6      |
| 4                   | Corea del Nord      | 1   | 1       | 2      | 4      |
| 5                   | Taipei cinese       | 1   | 0       | 1      | 2      |
| 6                   | Azerbaigian         | 1   | 0       | 0      | 1      |
| 6                   | Bielorussia         | 1   | 0       | 0      | 1      |
| 6                   | Georgia             | 1   | 0       | 0      | 1      |
| 9                   | Colombia            | 0   | 1       | 1      | 2      |
| 9                   | Vietnam             | 0   | 1       | 1      | 2      |
| 11                  | Egitto              | 0   | 1       | 0      | 1      |
| 11                  | Estonia             | 0   | 1       | 0      | 1      |
| 11                  | Iran                | 0   | 1       | 0      | 1      |
| 11                  | Polonia             | 0   | 1       | 0      | 1      |
| 15                  | Armenia             | 0   | 0       | 2      | 2      |
| 16                  | Filippine           | 0   | 0       | 1      | 1      |
| 16                  | Giappone            | 0   | 0       | 1      | 1      |
| 16                  | Lettonia            | 0   | 0       | 1      | 1      |
| 16                  | Turchia             | 0   | 0       | 1      | 1      |
| 16                  | Ucraina             | 0   | 0       | 1      | 1      |
| Totale (20 nazioni) | Totale (20 nazioni) | 14  | 15      | 15     | 44     |

### Grandi (totale) e Piccole (Strappo e Slancio)
Riferito al totale dell'esercizio e delle due specialità.
| Posiz.              | Nazione             | Oro | Argento | Bronzo | Totale |
| ------------------- | ------------------- | --- | ------- | ------ | ------ |
| 1                   | Cina                | 19  | 13      | 1      | 33     |
| 2                   | Corea del Nord      | 4   | 4       | 4      | 12     |
| 3                   | Russia              | 3   | 7       | 5      | 15     |
| 4                   | Kazakistan          | 3   | 5       | 6      | 14     |
| 5                   | Azerbaigian         | 3   | 0       | 0      | 3      |
| 6                   | Taipei cinese       | 2   | 1       | 2      | 5      |
| 7                   | Georgia             | 2   | 1       | 1      | 4      |
| 8                   | Bielorussia         | 2   | 0       | 1      | 3      |
| 9                   | Estonia             | 1   | 1       | 0      | 2      |
| 10                  | Turchia             | 1   | 0       | 1      | 2      |
| 10                  | Uzbekistan          | 1   | 0       | 1      | 2      |
| 12                  | Lituania            | 1   | 0       | 0      | 1      |
| 13                  | Colombia            | 0   | 3       | 3      | 6      |
| 14                  | Armenia             | 0   | 2       | 4      | 6      |
| 15                  | Vietnam             | 0   | 2       | 2      | 4      |
| 16                  | Egitto              | 0   | 2       | 1      | 3      |
| 16                  | Iran                | 0   | 2       | 1      | 3      |
| 16                  | Polonia             | 0   | 2       | 1      | 3      |
| 19                  | Filippine           | 0   | 0       | 4      | 4      |
| 20                  | Giappone            | 0   | 0       | 2      | 2      |
| 20                  | Thailandia          | 0   | 0       | 2      | 2      |
| 22                  | Lettonia            | 0   | 0       | 1      | 1      |
| 22                  | Messico             | 0   | 0       | 1      | 1      |
| 22                  | Ucraina             | 0   | 0       | 1      | 1      |
| Totale (24 nazioni) | Totale (24 nazioni) | 42  | 45      | 45     | 132    |

## Classifica a squadre

### Sistema di punteggio
Il sistema di punteggio è basato sui punti distribuiti per l'esercizio totale e le due specialità in base allo schema adottato nel 1996:

### Categorie maschili
| Pos. | Squadra            | Punti |
| ---- | ------------------ | ----- |
| 1    | Russia             | 555   |
| 2    | Bielorussia        | 418   |
| 3    | Kazakistan         | 406   |
| 4    | Cina               | 373   |
| 5    | Corea del Nord     | 365   |
| 6    | Azerbaigian        | 345   |
| 7    | Colombia           | 332   |
| 8    | Armenia            | 282   |
| 9    | Thailandia         | 278   |
| 10   | Indonesia          | 260   |
| 11   | Egitto             | 250   |
| 12   | Ucraina            | 243   |
| 13   | Moldavia           | 235   |
| 14   | Germania           | 219   |
| 15   | Iran               | 216   |
| 16   | Uzbekistan         | 209   |
| 17   | Polonia            | 207   |
| 18   | Turchia            | 194   |
| 19   | Romania            | 179   |
| 20   | Corea del Sud      | 178   |
| 21   | Georgia            | 174   |
| 22   | Francia            | 140   |
| 23   | Vietnam            | 137   |
| 24   | Giappone           | 128   |
| 25   | Messico            | 118   |
| 26   | Taipei cinese      | 101   |
| 27   | Venezuela          | 99    |
| 28   | Stati Uniti        | 96    |
| 29   | Turkmenistan       | 94    |
| 30   | Italia             | 92    |
| 31   | Albania            | 86    |
| 32   | Arabia Saudita     | 76    |
| 33   | Spagna             | 75    |
| 34   | Tunisia            | 67    |
| 35   | Filippine          | 66    |
| 36   | Rep. Ceca          | 63    |
| 37   | Estonia            | 61    |
| 38   | Lettonia           | 61    |
| 39   | Brasile            | 55    |
| 40   | Lituania           | 54    |
| 41   | Ecuador            | 54    |
| 42   | Ungheria           | 53    |
| 43   | Israele            | 37    |
| 44   | Cuba               | 37    |
| 45   | India              | 23    |
| 46   | Rep. Dominicana    | 18    |
| 47   | Bulgaria           | 17    |
| 48   | Belgio             | 16    |
| 49   | Canada             | 15    |
| 50   | Austria            | 14    |
| 51   | Kiribati           | 8     |
| 52   | Figi               | 7     |
| 53   | Kirghizistan       | 4     |
| 54   | Finlandia          | 2     |
| 55   | Mongolia           | 2     |
| 56   | Nauru              | 2     |
| —    | Cipro              | 0     |
| —    | Regno Unito        | 0     |
| —    | Croazia            | 0     |
| —    | Norvegia           | 0     |
| —    | Cile               | 0     |
| —    | Svizzera           | 0     |
| —    | Ghana              | 0     |
| —    | Isole Marshall     | 0     |
| —    | Papua Nuova Guinea | 0     |
| —    | Samoa Americane    | 0     |
| —    | Danimarca          | 0     |
| —    | El Salvador        | 0     |
| —    | Micronesia         | 0     |
| —    | Irlanda            | 0     |
| —    | Kosovo             | 0     |
| —    | Nuova Zelanda      | 0     |
| —    | Palau              | 0     |
| —    | Sri Lanka          | 0     |
| —    | Uganda             | 0     |
| —    | Samoa              | 0     |
| —    | Afghanistan        | 0     |
| —    | Camerun            | 0     |
| —    | Isole Cook         | 0     |
| —    | Singapore          | 0     |

### Categorie femminili
| Pos. | Squadra            | Punti |
| ---- | ------------------ | ----- |
| 1    | Cina               | 556   |
| 2    | Russia             | 448   |
| 3    | Kazakistan         | 423   |
| 4    | Corea del Nord     | 397   |
| 5    | Thailandia         | 371   |
| 6    | Taipei cinese      | 347   |
| 7    | Colombia           | 278   |
| 8    | Corea del Sud      | 241   |
| 9    | Bielorussia        | 230   |
| 10   | Giappone           | 211   |
| 11   | Messico            | 207   |
| 12   | Ucraina            | 204   |
| 13   | Venezuela          | 193   |
| 14   | Stati Uniti        | 183   |
| 15   | Ecuador            | 179   |
| 16   | Uzbekistan         | 149   |
| 17   | Turchia            | 147   |
| 18   | India              | 144   |
| 19   | Egitto             | 143   |
| 20   | Romania            | 133   |
| 21   | Rep. Dominicana    | 129   |
| 22   | Francia            | 119   |
| 23   | Armenia            | 119   |
| 24   | Azerbaigian        | 117   |
| 25   | Indonesia          | 105   |
| 26   | Vietnam            | 93    |
| 27   | Polonia            | 88    |
| 28   | Brasile            | 87    |
| 29   | Regno Unito        | 84    |
| 30   | Italia             | 77    |
| 31   | Nigeria            | 71    |
| 32   | Filippine          | 69    |
| 33   | Mongolia           | 58    |
| 34   | Svezia             | 58    |
| 35   | Cile               | 49    |
| 36   | Lettonia           | 43    |
| 37   | Georgia            | 42    |
| 38   | Spagna             | 42    |
| 39   | Mauritius          | 37    |
| 40   | Norvegia           | 34    |
| 41   | Canada             | 29    |
| 42   | Tunisia            | 25    |
| 43   | Moldavia           | 24    |
| 44   | Sudafrica          | 17    |
| 45   | Cuba               | 16    |
| 46   | Papua Nuova Guinea | 16    |
| 47   | Grecia             | 16    |
| 48   | Australia          | 14    |
| 49   | Libano             | 14    |
| 50   | Kirghizistan       | 9     |
| 51   | Germania           | 6     |
| 52   | Isole Salomone     | 5     |
| 53   | Nicaragua          | 4     |
| 54   | Finlandia          | 4     |
| 55   | Seychelles         | 3     |
| 56   | Nuova Zelanda      | 1     |
| 57   | Israele            | 1     |
| —    | Isole Marshall     | 0     |
| —    | Belgio             | 0     |
| —    | Costa Rica         | 0     |
| —    | Islanda            | 0     |
| —    | Hong Kong          | 0     |
| —    | Aruba              | 0     |
| —    | Isole Cook         | 0     |
| —    | Cipro              | 0     |
| —    | Rep. Ceca          | 0     |
| —    | Danimarca          | 0     |
| —    | Figi               | 0     |
| —    | Guam               | 0     |
| —    | Irlanda            | 0     |
| —    | Porto Rico         | 0     |
| —    | Uruguay            | 0     |
| —    | Samoa              | 0     |
| —    | Camerun            | 0     |
| —    | Uganda             | 0     |

Dopo le squalifiche, la classifica – limitatamente alle prime sei posizioni – è la seguente:
| Pos. | Squadra     | Punti |
| ---- | ----------- | ----- |
| 1    | Russia      | 422   |
| 2    | Cina        | 385   |
| 3    | Colombia    | 378   |
| 4    | Thailandia  | 333   |
| 5    | Bielorussia | 320   |
| 6    | Armenia     | 297   |

| Pos. | Squadra        | Punti |
| ---- | -------------- | ----- |
| 1    | Cina           | 558   |
| 2    | Kazakistan     | 431   |
| 3    | Thailandia     | 374   |
| 4    | Taipei cinese  | 355   |
| 5    | Corea del Nord | 335   |
| 6    | Russia         | 315   |